# 61 Leonis
61 Leonis, som är stjärnans Flamsteed-beteckning, är en möjlig dubbelstjärna, belägen i den södra delen av stjärnbilden Lejonet och har även Bayer-beteckningen p2 Leonis. Den har en genomsnittlig skenbar magnitud av ca 4,73 och är svagt synlig för blotta ögat där ljusföroreningar ej förekommer. Baserat på parallaxmätning inom Hipparcosuppdraget på ca 5,6 mas, beräknas den befinna sig på ett avstånd på ca 580 ljusår (ca 179 parsek) från solen. Den rör sig närmare solen med en heliocentrisk radialhastighet på ca -13 km/s.

## Egenskaper
Primärstjärnan 61 Leonis A är en röd till orange jättestjärna av spektralklass M0 III, som enligt Eggen (1992) befinner sig på den asymptotiska jättegrenen (AGB). Den är en marginell bariumstjärna som visar ett ökat överskott av s-processelement i dess yttre atmosfär. Detta material kan ha tagits upp under en tidigare massöverföring från en följeslagare som nu är en vit dvärg eller självberikats genom muddring under AGB-processen. Den har en radie, som enligt uppmätt vinkeldiameter och efter korrigering för randfördunkling på 3,87 ± 0,04 mas, är ca 75 solradier och utsänder från dess fotosfär ca 1 378 gånger mera energi än solen vid en effektiv temperatur av ca 3 900 K.
61 Leonis är en misstänkt variabel stjärna med en skenbar magnitud som varierar mellan 4,69 och 4,79. Variabiliteten rapporterades i en fotometrisk undersökning år 1966, men har inte bekräftats av nyare fotometri.